# Edita Gruberová
Edita Gruberová (ur. 23 grudnia 1946 w Bratysławie, zm. 18 października 2021 w Zurychu) – słowacka śpiewaczka operowa, jeden z najsłynniejszych na świecie sopranów koloraturowych, mistrzyni belcanta.

## Życiorys
Gruberová urodziła się na Słowacji i uważała się za Słowaczkę, chociaż jej matka jest Węgierką, a rodzina ojca przybyła z Niemiec. Uczyła się w Akademii Teatralnej w Bratysławie pod kierunkiem Márii Medveckiej. W czasie studiów śpiewała także w popularnych zespołach wykonujących muzykę ludową.
W 1968 zadebiutowała w operze bratysławskiej jako Rozyna w Cyruliku sewilskim. W tym samym roku wygrała prestiżowy konkurs w Tuluzie, jednak ze względu na warunki polityczne panujące w ówczesnej Czechosłowacji nie mogła rozwijać swojego talentu w znanych operach, lecz została zaangażowana do opery w Bańskiej Bystrzycy. Tylko dzięki zabiegom Medveckiej Gruberová  mogła ubiegać się o przyjęcie do zespołu opery wiedeńskiej, gdzie w 1970 zagrała Królową Nocy w Czarodziejskim flecie i zwróciła na siebie uwagę krytyków muzycznych z całej Europy. Rola ta stała się jej wizytówką, zagrała ją także w swoim debiucie w Metropolitan Opera. Na dobre opuściła Czechosłowację.
W 1981 zagrała Gildę w filmowej wersji Rigoletta z Luciano Pavarottim, a w 1984 zachwyciła publiczność Covent Garden jako Julia w Capuletich i Montekich Vincenzo Belliniego.
14 maja 2010 Edita Gruberová wystąpiła w recitalu wokalnym w Operze Narodowej w Warszawie. W tym samym miejscu jako Elisabetta w wykonaniu koncertowym opery Roberto Devereux Gaetano Donizettiego – 26 czerwca 2011.
Jej występy w wielu rolach zostały utrwalone na DVD, nagrała też wiele płyt.
27 marca 2019 występując w Bawarskiej Operze Państwowej w Monachium w roli Królowej Elżbiety w operze Donizettiego Roberto Devereux pożegnała się ze sceną operową.

## Odznaczenia
- 1997 – Order Podwójnego Białego Krzyża II klasy (Słowacja)
- 1997 – Bawarski Order Zasługi (Bawaria)[5]
- 1999 – Order Maksymiliana (Bawaria)[6]
- 2005 – Wielka Odznaka Honorowa za Zasługi dla Republiki Austrii (Austria)[6]

## Partie operowe
- 1970 – Don Carlo (Verdi) – Horst Stein: Edita Gruberova (Thibault)
- 1970 – Die ägyptische Helena (R. Strauss) – Josef Krips: Edita Gruberova (Hermione)
- 1970 – Arabella (R. Strauss) – Georg Solti: Edita Gruberova (Die Fiakermilli)
- 1971 – La traviata (Verdi) – Josef Krips: Edita Gruberova (Flora Bervoix)
- 1974 – Die Zauberflöte (Mozart) – Herbert von Karajan: Edita Gruberova (Konigin der Nacht)
- 1976 – Ariadne auf Naxos (R. Strauss) – Georg Solti: Edita Gruberova (Zerbinetta)
- 1976 – Mitridate, rč di Ponto (Mozart) – Leopold Hager: Edita Gruberova (Sifare)
- 1977 – Ariadne auf Naxos (R. Strauss) – Karl Böhm: Edita Gruberova (Zerbinetta)
- 1978 – Hänsel und Gretel (Humperdinck) – Georg Solti: Edita Gruberova (Taumännchen)
- 1978 – Don Carlo (Verdi) – Herbert von Karajan: Edita Gruberova (Thibault)
- 1978 – Die Entführung aus dem Serail (Mozart) – Heinz Wallberg: Edita Gruberova (Constanze)
- 1978 – Lucia di Lammermoor (Donizetti) – Giuseppe Patané: Edita Gruberova (Miss Lucia)
- 1979 – Il sogno di Scipione (Mozart) – Leopold Hager: Edita Gruberova (La Fortuna)
- 1979 – Un ballo in maschera (Verdi) – Claudio Abbado: Edita Gruberova (Oscar)
- 1980 – Der Schauspieldirektor (Mozart) – John Pritchard: Edita Gruberova (Madame Herz)
- 1980 – Die Fledermaus (J. Strauss) – Theodor Guschlbauer: Edita Gruberova (Adele)
- 1980 – Die Entführung aus dem Serail (Mozart) – Karl Böhm: Edita Gruberova (Constanze)
- 1980 – Hänsel und Gretel (Humperdinck) – Georg Solti: Edita Gruberova (Gretel)
- 1981 – Die Zauberflöte (Mozart) – Bernard Haitink: Edita Gruberova (Konigin der Nacht)
- 1981 – Orfeo ed Euridice (Gluck) – Riccardo Muti: Edita Gruberova (Amore)
- 1982 – Die Zauberflöte (Mozart) – James Levine: Edita Gruberova (Konigin der Nacht)
- 1982 – La traviata (Verdi) – Nello Santi: Edita Gruberova (Violetta Valery)
- 1982 – Rigoletto (Verdi) – Riccardo Chailly: Edita Gruberova (Gilda)
- 1982 – Ariadne auf Naxos (R. Strauss) – Wolfgang Sawallisch: Edita Gruberova (Zerbinetta)
- 1983 – Lucia di Lammermoor (Donizetti) – Nicola Rescigno: Edita Gruberova (Miss Lucia)
- 1983 – Manon (Massenet) – Adam Fischer: Edita Gruberova (Manón)
- 1983 – Die Zauberflöte (Mozart) – Wolfgang Sawallisch: Edita Gruberova (Konigin der Nacht)
- 1983 – Idomeneo, re di Creta (Mozart) – John Pritchard: Edita Gruberova (Elektra)
- 1984 – Rigoletto (Verdi) – Giuseppe Sinopoli: Edita Gruberova (Gilda)
- 1984 – I Capuleti e I Montecchi (Bellini) – Riccardo Muti: Edita Gruberova (Giulietta)
- 1985 – Die Entführung aus dem Serail (Mozart) – Georg Solti: Edita Gruberova (Constanze)
- 1987 – Die Fledermaus (J. Strauss) – Nikolaus Harnoncourt: Edita Gruberova (Rosalinda)
- 1987 – Don Giovanni (Mozart) – Riccardo Muti: Edita Gruberova (Donna Anna)
- 1988 – Don Giovanni (Mozart) – Nikolaus Harnoncourt: Edita Gruberova (Donna Anna)
- 1988 – Ariadne auf Naxos (R. Strauss) – Kurt Masur: Edita Gruberova (Zerbinetta)
- 1988 – Cosě fan tutte (Mozart) – Nikolaus Harnoncourt: Edita Gruberova (Fiordiligi)
- 1988 – Die Zauberflöte (Mozart) – Nikolaus Harnoncourt: Edita Gruberova (Konigin der Nacht)
- 1989 – Carmina Burana (Orff) – Seiji Ozawa: Edita Gruberova (Soprano)
- 1989 – Les Contes d'Hoffmann (Offenbach) – Seiji Ozawa: Edita Gruberova (Olympia)
- 1989 – Maria Stuarda (Donizetti) – Giuseppe Patané: Edita Gruberova (Maria Stuarda)
- 1989 – Les Contes d'Hoffmann (Offenbach) – Seiji Ozawa: Edita Gruberova (Giulietta)
- 1989 – Les Contes d'Hoffmann (Offenbach) – Seiji Ozawa: Edita Gruberova (Antonia)
- 1989 – Lucio Silla (Mozart) – Nikolaus Harnoncourt: Edita Gruberova (Giunia)
- 1989 – Bastien und Bastienne (Mozart) – Raymond Leppard: Edita Gruberova (Bastienne)
- 1990 – Die Fledermaus (J. Strauss) – André Previn: Edita Gruberova (Adele)
- 1991 – Lucia di Lammermoor (Donizetti) – Richard Bonynge: Edita Gruberova (Miss Lucia)
- 1991 – La finta giardiniera (Mozart) – Nikolaus Harnoncourt: Edita Gruberova (Marchioness Violante Onesti)
- 1992 – La traviata (Verdi) – Carlo Rizzi: Edita Gruberova (Violetta Valery)
- 1992 – La traviata (Verdi) – Carlo Rizzi: Edita Gruberova (Violetta Valery)
- 1992 – Beatrice di Tenda (Bellini) – Pinchas Steinberg: Edita Gruberova (Beatrice di Tenda)
- 1992 – Hänsel und Gretel (Humperdinck) – Colin Davis: Edita Gruberova (Gretel)
- 1993 – Linda di Chamounix (Donizetti) – Friedrich Haider: Edita Gruberova (Linda)
- 1993 – I Puritani (Bellini) – Fabio Luisi: Edita Gruberova (Elvira)
- 1994 – Roberto Devereux (Donizetti) – Friedrich Haider: Edita Gruberova (Elisabetta)
- 1994 – I Puritani (Bellini) – Gianfranco Masini: Edita Gruberova (Elvira)
- 1995 – La fille du régiment (Donizetti) – Marcello Panni: Edita Gruberova (Marie)
- 1995 – Anna Bolena (Donizetti) – Elio Boncompagni: Edita Gruberova (Anna Bolena)
- 1996 – Linda di Chamounix (Donizetti) – Adam Fischer: Edita Gruberova (Linda)
- 1996 – Maria di Rohan (Donizetti) – Elio Boncompagni: Edita Gruberova (Maria)
- 1997 – Il barbiere di Siviglia (Rossini) – Ralph Weikert: Edita Gruberova (Rosina)
- 1998 – Semiramide (Rossini) – Marcello Panni: Edita Gruberova (Semiramide)
- 1998 – Die Fledermaus (J. Strauss) – Friedrich Haider: Edita Gruberova (Adele)
- 1999 – Maria Stuarda (Donizetti) – Marcello Viotti: Edita Gruberova (Maria Stuarda)
- 2001 – I Puritani (Bellini) – Friedrich Haider: Edita Gruberova (Elvira)
- 2002 – Beatrice di Tenda (Bellini) – Marcello Viotti: Edita Gruberova (Beatrice di Tenda)
- 2003 – Lucia di Lammermoor (Donizetti) – Friedrich Haider: Edita Gruberova (Miss Lucia)
- 2004 – Roberto Devereux (Donizetti) – Friedrich Haider: Edita Gruberova (Elisabetta)
- 2004 – Norma (Bellini) – Friedrich Haider: Edita Gruberova (Norma)
- 2005 – Norma (Bellini) – Marcello Viotti: Edita Gruberova (Norma)
- 2006 – Norma (Bellini) – Friedrich Haider: Edita Gruberova (Norma)
- 2009 – Lucrezia Borgia (Donizetti) – Bertrand de Billy: Edita Gruberova (Donna Lucrezia Borgia)
- 2012 – La Straniera (Bellini) -Edita Gruberova(Adelaide) – premiera 05.07.2012